# Fridritt
Fridritt ist ein Gemeindeteil der Stadt Münnerstadt im unterfränkischen Landkreis Bad Kissingen in Bayern.

## Geographische Lage
Das Kirchdorf Fridritt liegt östlich von Münnerstadt in einem Seitental der Wannig. Der Ort ist nordwärts mit Strahlungen, ostwärts mit Kleinwenkheim und südwärts mit Wermerichshausen verbunden. Nördlich von Fridritt verläuft in Nordost-Südwest-Richtung die Bundesautobahn 71. Durch den Ort führt der Fränkische Marienweg.

## Geschichte
Erstmals genannt wurde der Ort am 17. November 842. An diesem Tag erhielt das Kloster Fulda Güter im Ort. Damals hieß er noch „Fritirihot“. Noch ungeklärt ist, ob der Ortsname von einer Person namens Fridurih oder Friderih abgeleitet wurde. Möglich wäre auch, dass Frideritt für friedlich, schützendes Ried steht. Von 1217 bis 1803 war der Ort ein Klosterdorf und gehörte zum Kloster Maria Bildhausen. 
Um 1360 wurde das Gnadenbild der Madonna zu Fridritt geschaffen, zu dem schon vor dem Dreißigjährigen Krieg Wallfahrten unternommen wurden. Aufgrund zunehmender Pilgerströme wurde zwischen 1734 und 1740 die große Barockkirche St. Laurentius und Mariä Himmelfahrt erbaut.
Am 1. Januar 1972 wurde Fridritt nach Münnerstadt eingemeindet.